# Abraham Ancer
Abraham Ancer (McAllen, Texas; 27 de febrero de 1991) es un golfista profesional mexicano que juega en el PGA Tour.   Ganó el Emirates Australian Open 2018 y el WGC-Bridgestone Invitational 2021 siendo su primera victoria en el PGA Tour y la cuarta  de un mexicano en dicho evento. Recientemente también ganó  su primer torneo  en el LIV golf  tour.

## Primeros años
Abraham Ancer nació en McAllen, Texas y se crio en Reynosa, Tamaulipas. Tiene doble ciudadanía estadounidense y mexicana. Jugó golf universitario en Odessa College y en la Universidad de Oklahoma, donde se graduó en 2013 con un título en Estudios Generales.
Durante su año en Odessa, Ancer fue un All-American del primer equipo y terminó empatado en el segundo lugar en el Campeonato Nacional de Golf Junior College. En Oklahoma, vio su mayor éxito durante su primer año, ganando dos veces y teniendo el sexto promedio de anotaciones más bajo en la historia de Oklahoma de 72.03. Durante toda su carrera, terminó segundo en el promedio de anotaciones de todos los tiempos.

## Carrera profesional
Ancer se convirtió en profesional en 2013. En diciembre de 2014, empató en el puesto 35 en la etapa final de la Escuela de Clasificación del Web.com Tour. Jugó en el Web.com Tour en 2015, donde terminó subcampeón en Brasil Champions en marzo y ganó el Abierto de Nueva Escocia en julio.
Terminó 11° en la lista de ganancias de la temporada regular, lo que le valió una tarjeta del PGA Tour para la temporada 2016. En su año de novato, Ancer no se desempeñó de manera consistente, con un mejor resultado de T-18 en el FedEx St. Jude Classic. Terminó 190° en puntos de la Copa FedEx y no pudo mantener su tarjeta para la temporada 2017, lo que lo envió de regreso al Web.com Tour.
Durante el Web.com Tour 2017, Ancer obtuvo cinco resultados entre los 5 primeros, incluidos tres finalistas, lo que le permitió asegurar su tarjeta del PGA Tour para la temporada 2018 al terminar en el tercer lugar en la lista de ganancias de la temporada regular.
Durante la temporada 2018, Ancer terminó noveno en el Mayakoba Golf Classic, octavo en el Abierto de Houston, cuarto en el Quicken Loans National, quinto en el RBC Canadian Open y séptimo en el Campeonato Deutsche Bank. El Quicken Loans National fue parte de la Open Qualifying Series y su alto resultado le dio una entrada al Open Championship 2018, su primer gran campeonato, donde tuvo rondas de 71 y 78 y falló el corte. En la temporada del PGA Tour, Ancer ganó 1,7 millones de dólares y finalizó 60.º en la Copa FedEx.
Ancer tuvo un buen comienzo en la temporada 2018-19 con resultados entre los 5 primeros en el CIMB Classic y el Shriners Hospitals for Children Open, resultados que lo llevaron al top 100 mundial por primera vez. Siguió esto con una victoria de 5 golpes en el Abierto de Australia, una semana antes de representar a México en la Copa Mundial de Golf. Su victoria en el Abierto de Australia le dio una entrada al Campeonato Abierto de 2019. Ancer terminó segundo en Northern Trust en agosto de 2019 y terminó el año empatando en el puesto 21 en el Tour Championship. Esto le valió $478,000 en dinero de bonificación de la Copa FedEx.
El fuerte juego de Ancer en 2019 lo calificó para el equipo internacional de la Copa Presidentes 2019. El evento se llevó a cabo en el Royal Melbourne Golf Club en diciembre de 2019. El equipo de Estados Unidos derrotó a los Internacionales 16-14. Ancer fue 3-1-1. Su única derrota fue en los singles del domingo, 3 y 2 contra el capitán en juego de Estados Unidos, Tiger Woods. Ancer le había dicho a los medios antes del evento que quería interpretar a Woods en individuales. Woods dijo después "Abe lo quería, lo consiguió".
En el RBC Heritage de 2020, Ancer terminó segundo en tiros de 21, lo que le valió $773,900. Ancer lideró el torneo en Precisión de conducción (82,1%) y Verdes en regulación (90,3%).
En mayo de 2021, Ancer terminó segundo en el Campeonato de Wells Fargo. Un tiro detrás de Rory McIlroy. Representó a México en los Juegos Olímpicos de Tokio 2020, terminando empatado en el puesto 14 con el noruego Viktor Hovland después de anotar 12 bajo par en las cuatro rondas del Torneo Masculino. La semana siguiente obtuvo la primera victoria de su carrera en un evento del PGA Tour después de ganar el WGC-Bridgestone Invitational 2021 después de dos hoyos de playoffs a muerte súbita contra Hideki Matsuyama y Sam Burns. Con la victoria, Ancer se convirtió en el cuarto jugador mexicano en ganar en el PGA Tour y el primero en ganar en el European Tour.

## Victorias amateur
- 2009 Odessa College Invitational.
- 2010 Omega Chemical / Midland College, Campeonato de Texas Junior College, Campeonato del Distrito 2 de NJCAA.
- 2011 Desert Shootout, NCAA East-VA Tech Regional.

Fuente:

## Victorias profesionales (3)

### Victorias del PGA Tour (1)
| N.º | Fecha               | Torneo                       | Puntuación ganadora | A la altura | Margen de victoria | Subcampeones                |
| --- | ------------------- | ---------------------------- | ------------------- | ----------- | ------------------ | --------------------------- |
| 1   | 8 de agosto de 2021 | WGC-Bridgestone Invitational | 67-62-67-68 = 264   | −16         | Eliminatoria       | Sam Burns, Hideki Matsuyama |

### Victorias del PGA Tour de Australasia (1)
| N.º | Fecha                   | Torneo                   | Puntuación ganadora | A la altura | Margen de victoria | Subcampeón          |
| --- | ----------------------- | ------------------------ | ------------------- | ----------- | ------------------ | ------------------- |
| 1   | 18 de noviembre de 2018 | Emirates Australian Open | 69-69-65-69 = 272   | −16         | 5 golpes           | Dimitrios Papadatos |

### Victorias del Web.com Tour (1)
| N.º | Fecha              | Torneo                   | Puntuación ganadora | A la altura | Margen de victoria | Subcampeón      |
| --- | ------------------ | ------------------------ | ------------------- | ----------- | ------------------ | --------------- |
| 1   | 5 de julio de 2015 | Abierto de Nueva Escocia | 69-70-64-68 = 271   | −13         | Eliminatoria       | Bronson Burgoon |